# Stadionul Mendizorroza
Estadio Mendizorroza este un stadion de fotbal stadium în Vitoria, Spania. Echipa care își dispută meciurile de acasă pe acest teren este Deportivo Alaves.